# Братья Лимбург
Братья Лимбург (фр. Frères de Limbourg, нидерл. Gebroeders Van Limburg) — Поль, Эрман и Жанекен (предположительно между 1385 и 1416) — живописцы-миниатюристы начала XV века, родом из Северных Нидерландов, прославившиеся благодаря созданию «Великолепного часослова герцога Беррийского».

## Биография
Поль (Пауль, Полекин), Эрман (Герман), Жанекен (Ян) были тремя братьями, из которых Эрман, по всей видимости, был старшим. Сведений об их биографии мало.
Родились в Неймегене (Брабант), в семье скульптора, резчика по дереву Арнольда ван Лимбурга, сына некого Иоанна, предположительно переехавшего в Нидерланды из Лимбурга на Маасе. Всего в семье было 6 детей — ещё братья Рутгер и Арнольд и сестра Грета. По матери, Мехтильде Малуэль, они приходились племянниками Жану Малуэлю, придворному художнику бургундских герцогов. Возможно, около 1399—1400 годов учились в Париже ювелирному ремеслу. Первое упоминание в документах о художниках из этой семьи относится ко 2 мая 1400 года. Эрман и Жакемен (Жиллекен) Малуэль, ученики парижского ювелира Алебре, из-за эпидемии чумы, разразившейся в 1399 году, были отосланы в Гелдерн. При проезде через Брюссель, враждовавший в ту пору с герцогом Гелдерна, они были схвачены и содержались в заточении шесть месяцев, причём расходы оплачивала их мать, как сказано в документе «очень бедная женщина». Выкуп за братьев из собственных средств внёс герцог Бургундский, перед которым за племянников ходатайствовал Жан Малуэль. Однако речь скорее всего шла не о братьях Лимбургах, а о других племянниках Жана Малуэля. 2 февраля 1402 года братья Полекен и Жанекен в платёжной расписке названы миниатюристами Филиппа Смелого: им было поручено исполнить иллюстрации к Библии. Считается, что это «Нравоучительная Библия», которая ныне находится в Парижской Национальной библиотеке. Одновременно герцог запрещал братьям работать для других заказчиков и назначал им содержание на четыре года. Братьев поселили в доме Жана Дюрана, врача герцога. Работа над Библией продолжалась до смерти Филиппа Смелого в 1404 году. После его смерти — придворные мастера Жана, герцога Беррийского, его брата. Нет сведений о деятельности братьев с 1405 по 1408 год. Однако исследователь Миллард Майсс именно к этому времени относит работу над оформлением «Прекрасного часослова» (Метрополитен-музей, Нью-Йорк). Судя по документу от 29 июня 1410 года, сохранившемуся в архивах Неймегена, Эрман и Жан Лимбурги, сыновья гравёра Арнольда из Ахена, владели в этом городе движимым и недвижимым имуществом. Начиная с 1410 года, братья Лимбурги довольно часто упоминаются в документах уже как придворные мастера герцога Беррийского. Например, 1 января 1411 года они преподнесли в качестве подарка своему господину «книгу-обманку, сделанную из куска дерева» — это первое свидетельство, где фигурируют все три брата. С осени 1413 года Поль Лимбург именуется «камердинером милостивого господина», а в 1415 году — камердинеры уже и Жан, и Эрман. Приблизительно даты смерти братьев Лимбург установлены по бумагам, касающимся их наследства. Известно, что Жан умер около 9 марта 1416 года, а к сентябрю-октябрю того же года не было в живых уже Поля и Эрмана. Предположительно все они умерли от эпидемии чумы в тот же год совсем молодыми.

### Стиль
В их миниатюрах проявилась изысканность французской позднеготической живописи; вместе с тем Лимбурги глубоко изучали достижения итальянского искусства XIII—XIV веков в передаче объёма и пространства, стремились к поэтичному и правдивому изображению природы и повседневного быта. Миниатюры календаря «Богатейшего часослова» с их богатством реалистических наблюдений предвосхитили пути развития искусства Северного Возрождения. Вместо орнаментального фона, характерного для готической живописи появилось небо, воздушное пространство, свет солнца, изменяющиеся в зависимости от времени суток и от времени года. Реальные постройки воспроизведены с большой точностью.

### Произведения
- Bible moralisée (Париж, Национальная библиотека, MS fr. 166) — раннее произведение братьев (возможно, создавалась для Филиппа II Бургундского). Она является самой поздней из известных нам семи полностью иллюстрированных Bible moralisée.
- «Малый часослов герцога Беррийского» (Les Petites Heures du duc de Berry; Париж, Национальная библиотека, MS lat. 18014) — начат в 1372 году Жаном Ленуаром, продолжен Жакемаром де Эсденом. Закончен в 1390 году. Лимбургами выполнено несколько миниатюр.

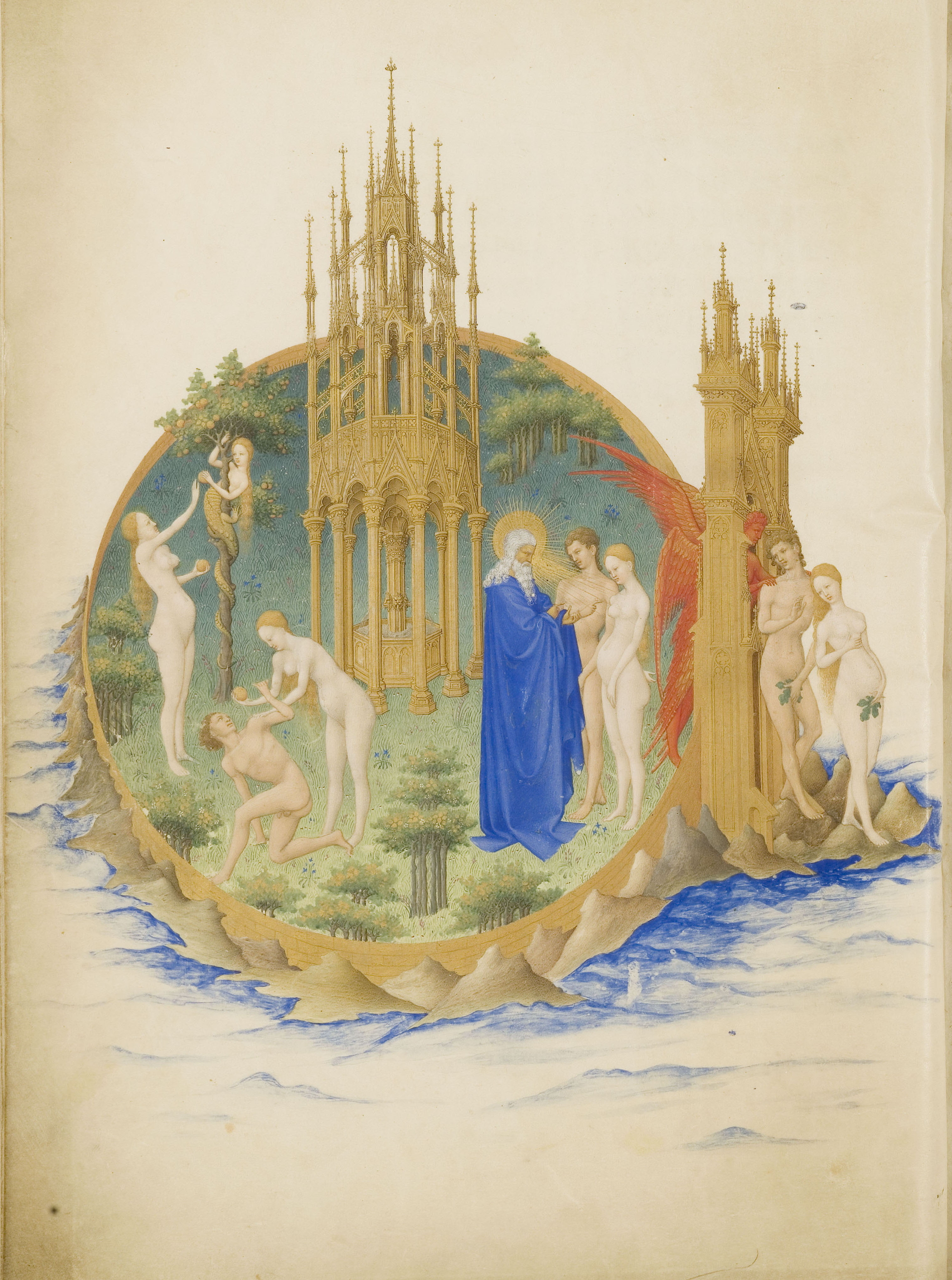
«Великолепный часослов герцога Беррийского»: грехопадение и изгнание из Рая (fol. 25v)

- «Прекраснейший часослов Богоматери» (Très belles heures de Notre-Dame; Париж, Национальная библиотека, MS Nouv. Acq. lat. 3093) — начат в 1382 году. Часть миниатюр одно время приписывалась братьям ван Эйк[4]. Возможно, что Лимбурги выполнили в нём три миниатюры. Этот часослов не следует путать с «Прекраснейшим (Изящным) часословом герцога Беррийского», иначе «Брюссельским часословом» (Les Très Belles heures du duc de Berry, Les Heures de Bruxelles; Брюссель, Королевская библиотека, MS 11060-1). К последнему Лимбурги не имеют никакого отношения.
- «Прекрасный часослов герцога Беррийского» (Les Belles Heures du duc de Berry; Нью-Йорк, Метрополитен-музей, музей Клойстерс, Acc. No. 54.1.1) — первый заказ герцога братьям (ок. 1409 года). Вместе с тем, единственная завершённая их работа.
- «Великолепный (Роскошный) часослов герцога Беррийского» (Les Très Riches Heures du duc de Berry; Шантийи, Музей Конде, MS 65) — самое известное произведение Лимбургов, окончен другими мастерами.
- Сочинения Валерия Максима (Ватиканская библиотека)[источник не указан 4651 день].